# Tanya Brady
Tanya Brady (24 de enero de 1973-Liss, 28 de abril de 2022) fue una deportista británica que compitió en remo.
Ganó una medalla de bronce en el Campeonato Mundial de Remo de 2005, en la prueba de cuatro scull ligero. Falleció a los 49 años debido a los traumatismos originados por caerse del caballo que montaba y cuyo control había perdido.

## Palmarés internacional
| Campeonato Mundial | Campeonato Mundial | Campeonato Mundial | Campeonato Mundial  |
| Año                | Lugar              | Medalla            | Prueba              |
| ------------------ | ------------------ | ------------------ | ------------------- |
| 2005               | Kaizu (Japón)      | Medalla de bronce  | Cuatro scull ligero |